# Ficus sycomorus
El sicomoro o sicómoro (Ficus sycomorus) es un árbol de la familia de las moráceas y del género de las higueras que tuvo gran importancia en el Antiguo Egipto, aunque actualmente es difícil de encontrar en ese país. Los británicos  le llaman sycamore, pero también fig-mulberry, por el parecido de sus hojas a las de la morera.
No se debe confundir con el sicomoro europeo (Acer pseudoplatanus) ni con el sicomoro americano (Platanus occidentalis), el sicomoro de California (Platanus racemosa) o el sicomoro de Arizona (Platanus wrightii).

## Distribución
Cultivado en Egipto desde el tercer milenio a. C., la higuera sicómoro es originaria de África Central, donde se la encuentra desde Senegal y el Sahel hasta Namibia y el nordeste de África del Sur, con la excepción del bosque tropical húmedo. Aparece espontáneamente al sur de la península arábiga, en Chipre y en ciertas regiones de Madagascar, y también en Líbano, donde la famosa calle Gemmayzeh se llama así por su nombre árabe gemmayz. Presente desde tiempos historicos en Palestina y en Egipto. En la novela de Julio Verne, Kerabán el Testarudo, aparece al sur de mar Negro. En su hábitat original, crece generalmente sobre suelos ricos, a lo largo de las riberas y en los bosques mixtos.

## Descripción
Ficus sycomorus puede medir hasta 20 m de altura y 6 metros de anchura con una copa bastante espesa. La corteza es verde amarillenta y se exfolia en tiras que dejan aparecen en su interior otra corteza amarillenta. Como todas las higueras, el sicómoro contiene látex.
Las hojas cordiformes (con forma acorazonada) tienen un color verde oscuro, son ásperas y miden unos 14 cm de largo y unos 10 cm de ancho y están dispuestas en espiral alrededor de la rama. Sobre su envés verde claro se ven los nervios prominentes. El peciolo pubescente mide de 0,5 a 3 cm de longitud.

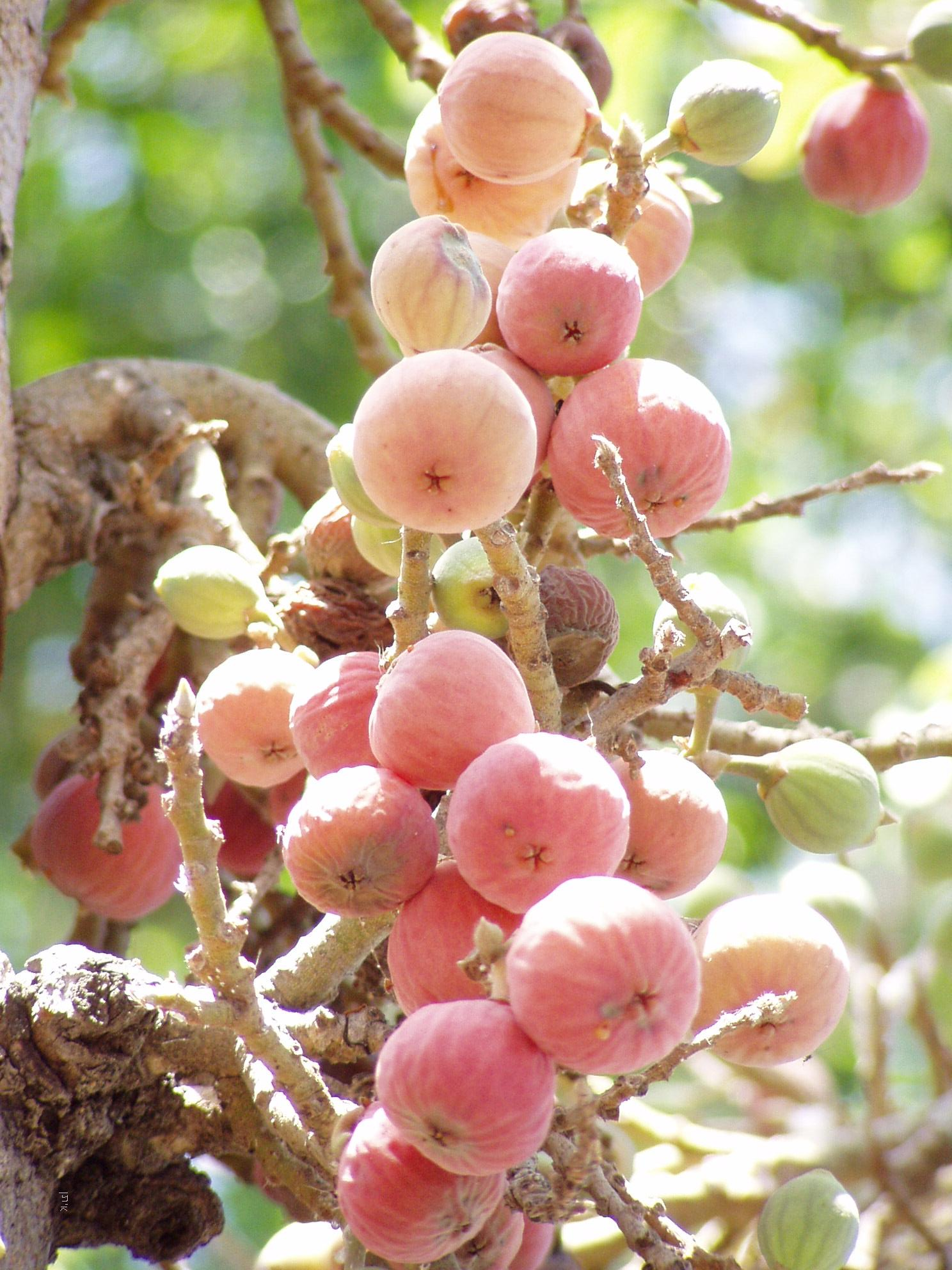
Racimo de frutos del sicómoro.

El fruto es un higo comestible de 2 a 3 cm de diámetro, que pasa del verde al amarillo rosado. Aparece en racimos directamente sobre el tronco a lo largo de todo el año, con un pico entre julio y diciembre. La flor crece dentro del higo y machos y hembras crecen en frutos diferentes, de manera que hace falta la ayuda de una pequeña avispa para la polinización.
Se reproduce fácilmente por esquejes, que deben ser delgados como un dedo y de unos 15 cm de longitud. Se plantan en una maceta grande con tierra húmeda y hay que esperar varias semanas a que empiece a crecer antes de trasplantarlo. También se puede plantar mediante estacas más gruesas obtenidas de una rama directamente en el suelo, procurando que la estaca no esté demasiado seca. Es suficiente con que tenga un metro de longitud y la anchura de un brazo. En todos los casos, debe plantarse justo antes de la estación húmeda.
Aunque esta especie de higuera requiere para fructificar de simbiosis con la avispa Ceratosolen arabicus, y este insecto está desaparecido de Egipto, Zahy y Hopf (Zohay D. y Hopf M. Domestication of plants in the Old World, Oxford, 2000) no tienen duda de que este país fue la principal área del cultivo del sicómoro, puesto que hay ataúdes construidos con su madera. En los países tropicales en que este insecto abunda, se ha desarrollado un complejo miniecosistema en torno a la avispa, una serie de nematodos, otras avispas parásitas, varios predadores mayores y el sicómoro. Entre todos, aseguran una producción constante de higos.

## Usos
Por su porte amplio se usa como árbol de sombra en los países cálidos, especialmente en el Cercano Oriente.

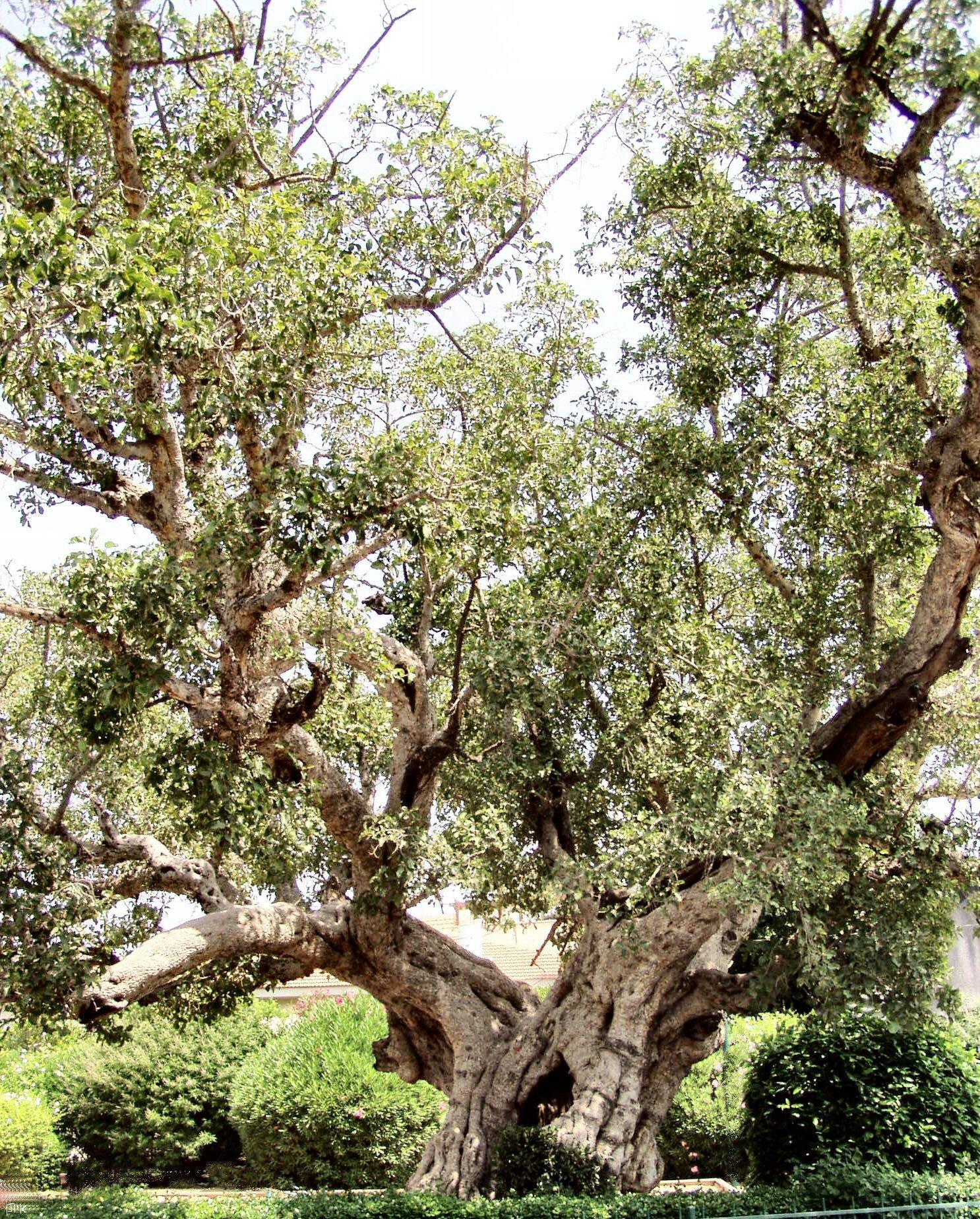
Sicómoro viejo con el tronco hendido.

Su madera blanda sirve de combustible y mediante la frotación de dos ramas se puede encender un fuego. También se usa para hacer tallas, especialmente para tambores.
El fruto es comestible, de sabor aromático, pero suele estar lleno de insectos. De los higos fermentados se puede obtener una bebida alcohólica. Son muy atractivos para los pájaros, que se los comen incluso cuando están caídos en el agua. 
Los frutos, como las hojas, se pueden usar como alimento para el ganado, especialmente las cabras, y mejoran la producción de leche. En muchas aldeas se le da a las vacas una mezcla de hojas y frutos.
Con la corteza se pueden hacer cuerdas muy resistentes. Una decocción de la corteza y el látex se usa para combatir la tos y la escrófula, una inflamación de los ganglios del cuello. Este líquido también se usa contra la dermatofitosis.
El látex se usa para tratar inflamaciones de la piel y se fricciona sobre las verrugas para destruirlas. Por su carácter pegajoso, también se usa como trampa para cazar pájaros pequeños.
Dice el Dioscórides: "Se llama asimismo sicómoro su fruto por ser desabrido al gusto. Es un árbol alto, semejante a una higuera, muy provisto de zumo y parecido al moral por sus hojas. produce fruto tres o cuatro veces al año, no de los ramos, como en el caso de la higuera silvestre, sino del tronco: su fruto es semejante al de la higuera silvestre, más dulce que el higo silvestre y no tiene grana dentro... Se da muchísimo en Caria, en Rodas y otros lugares que no son ricos en grano. Se extrae zumo del árbol antes de producir el fruto, en primavera, a base de machacar superficialmente la corteza con una piedra... Se recoge la lágrima con una esponja o un trozo de lana y una vez seco y moldeado en pastillas, se almacena en un recipiente de barro cocido... El zumo tiene virtud molificativa, cicatrizante de heridas sudorífico de cosas de digestión difícil. Se bebe y se aplica como ungüento contra la mordedura de serpientes, el endurecimiento del bazo, los dolores de estómago y los escalofríos; el zumo se carcome rápidamente... Se produce también en Chipre un sicómoro de diferente especie, pues sus hojas se parecen a las del olmo. Produce un fruto del tamaño de las ciruelas, aunque más dulce. En todo lo demás, es semejante a lo que se ha dicho".

## Historia

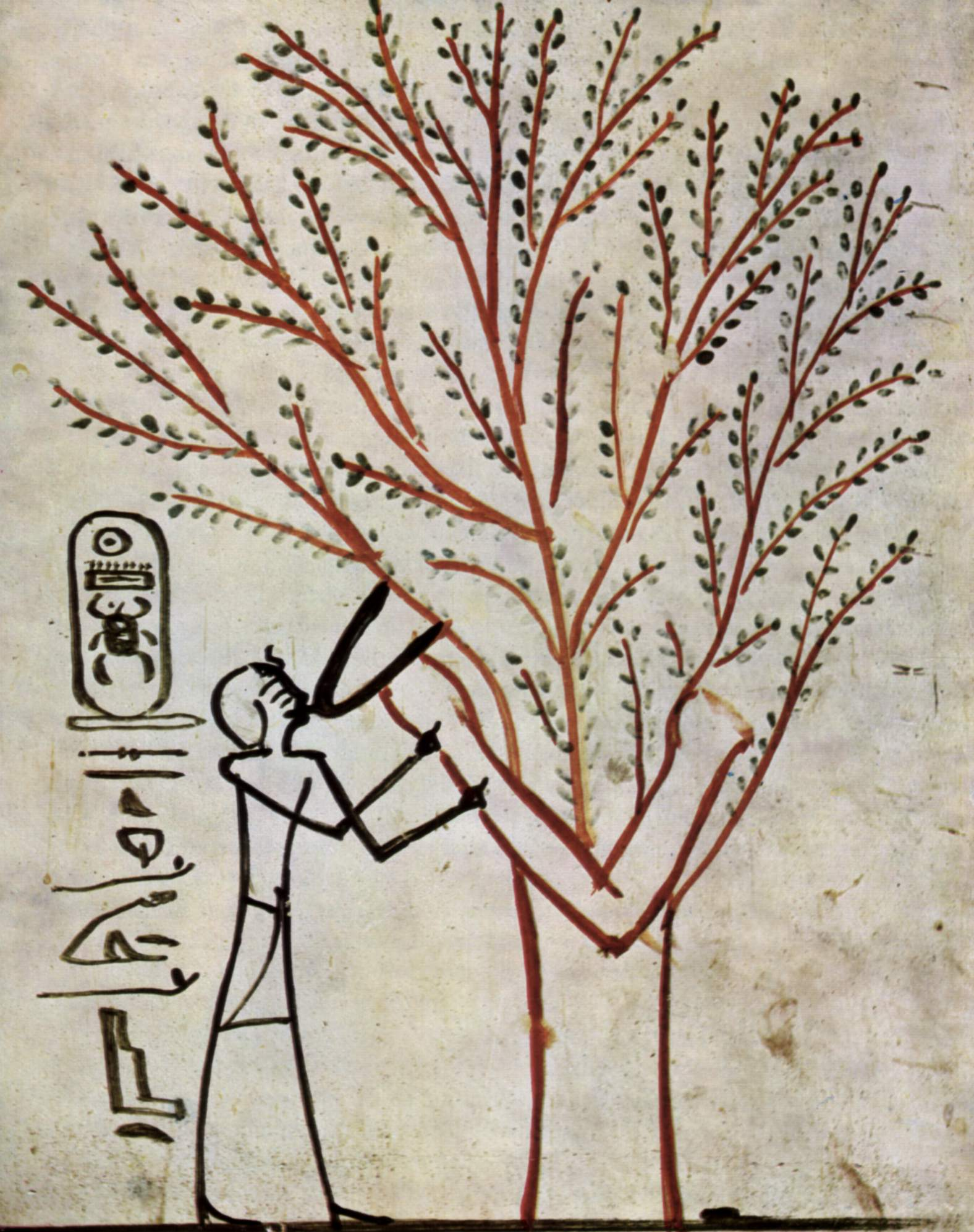
La diosa Isis, en forma de sagrado sicómoro, amamantando al faraón Tutmosis III. Dibujo en la tumba del rey, la KV34.

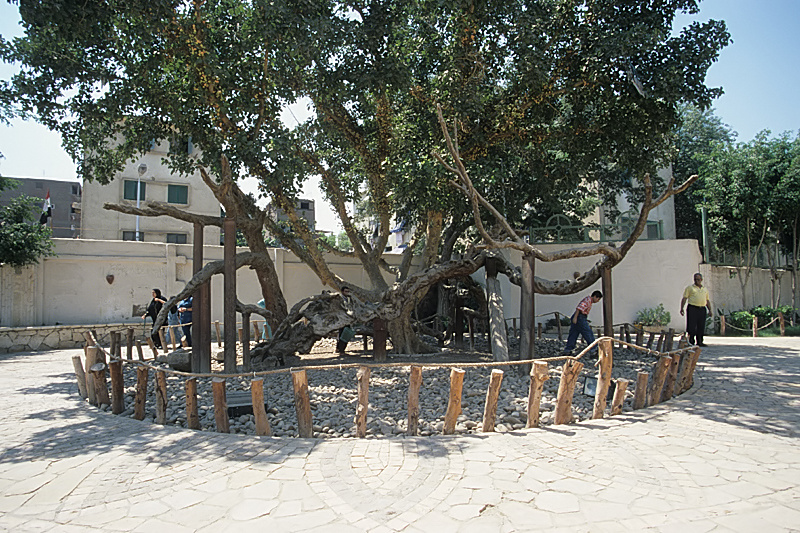
"El árbol de la Virgen", en el-Matariya, El Cairo, Egipto.

El sicómoro empieza a mencionarse en épocas predinásticas en el Antiguo Egipto. En algunas ocasiones se menciona a Egipto como el "País de los sicomoros", y al árbol se le llamaba falsa higuera o higuera egipcia. Según Zohay y Hopf, los egipcios eran los únicos que cultivaban este árbol, muy fácil de reproducir mediante esquejes.
Debido a su madera incorruptible, los egipcios lo relacionaron rápidamente con la muerte y la resurrección; de ahí que se plantaran cerca de las tumbas y que los ataúdes se construyeran cuando era posible con su madera blanda y ligera. También se hacían amuletos con la forma de sus hojas.
Al principio, la tapa del ataúd  se identificaba con la diosa del cielo Nut, aunque, con el tiempo, el árbol acabó identificándose también con Hathor y con Isis, las tres señoras del sicómoro.
Es normal encontrar representaciones en las que aparecen Hathor o Nut subidas a un sicómoro dando de comer o de beber al ba del difunto. Nut adopta entonces el papel protector y compasivo de Hathor. Como árbol del viajero, era Hathor quien ofrecía sus higos a los viajeros que se encontraban con uno de estos árboles en el camino.
Hathor aparece a veces con la mención de “Dama del sicómoro del Sur”, refiriéndose al árbol que crece en Menfis, ya que el sicómoro de Norte crecía en Heliópolis.
El ataúd de Osiris estaba construido con madera de sicomoro y recibía la sombra del mismo árbol. Ser enterrado en un ataúd de esa madera significaba ser acogido por el abrazo de la gran madre en forma de Isis, Hathor o Nut.
Un jeroglífico muestra dos sicómoros iguales en el horizonte del este como las puertas del cielo por las que emerge cada día el sol, de ahí que también se le conozca como “El gran árbol de horizonte oriental”.
El sicomoro en la tradición cristiana
El sicomoro es mencionado en La Biblia, como el árbol al que subió Zaqueo -"jefe de los publicanos, y muy rico"- para poder ver a Jesús en su entrada a Jericó (Lucas 19:1-4; Reina Valera 1960).
"El árbol de la Virgen" es un viejo sicomoro que se encuentra en el-Matariya, El Cairo, Egipto. La tradición recoge que en él la Virgen María descansó durante su huida a Egipto.

## Literatura
- En la Biblia, Amós (Amos 7:14), pastor y productor de higos del sicómoro. En el libro de los Salmos (78:47), habla también de los sicómoros de Egipto, heridos por las plagas. En Jericó, Zaqueo se sube a un sicómoro para ver pasar a Jesús.
- En I Reyes 10:27 se dice: “El rey hizo la plata tan común en Jerusalén como las piedras, e hizo los cedros tan abundantes como los sicómoros que están en el llano”.
- En la Mishná hebrea, en el libro de Zeraim se describen la Alta Galilea como  el área al norte de Kfar Hananya donde no crece el sicómoro; por el contrario, la Baja Galilea es el área al sur de Kfar Hananya donde crece el sicómoro.
- En el Evangelio de Lucas (19,1-10) se menciona a un  hombre llamado Zaqueo, jefe de publicanos y rico, trataba de distinguir quién era Jesús, pero la gente se lo impedía, porque era bajo de estatura. Corrió más adelante y se subió a una sicómoro, para verlo, porque tenía que pasar por allí. Jesús, al llegar a aquel sitio, levantó los ojos le dijo: Zaqueo, baja enseguida, porque hoy tengo que alojarme en tu casa.
- En la primera escena del primer acto de "Romeo y Julieta", de William Shakespeare, Lady Montesco pregunta a Benvolio si ha visto a Romeo y éste responde a la madre de su amigo: "Una hora antes de que el sol sagrado asomara por el balcón dorado de Oriente, mi alma entristecida me movió a salir. Allí, por entre los sicomoros en una arboleda que crece en el oeste de la ciudad, vi paseando a vuestro hijo muy temprano (...)". Traducción de Manuel Ángel Conejero Dionís-Bayer y Jenaro Talens.
- ￼Sinuhé, el nombre  egipcio que protagoniza un antiguo relato, una novela y una película, significa «hijo del sicomoro».

## Taxonomía
Ficus sycomorus fue descrita por Carlos Linneo y publicado en Species Plantarum 1: 1059. 1753.
Etimología
Ficus: nombre genérico que se deriva del nombre dado en latín al higo.
sycomorus: epíteto
Sinonimia
- Ficus chanas Forssk.
- Ficus cocculifolia Baker
- Ficus cocculifolia subsp. sakalavarum (Baker) H. Perrier & Leandri
- Ficus cocculifolia var. sakalavarum (Baker) H. Perrier
- Ficus comorensis Warb.
- Ficus damarensis Engl.
- Ficus gnaphalocarpa (Miq.) Steud. ex Miq.
- Ficus integrifolia Sim
- Ficus sakalavarum Baker
- Ficus scabra Sim
- Ficus sycomorus subsp. gnaphalocarpa (Miq.) C.C.Berg
- Ficus trachyphylla (Miq.) Miq.
- Ficus trachyphylla Fenzl
- Sycomorus antiquorum Gasp.
- Sycomorus gnaphalocarpa Miq.
- Sycomorus rigida Miq.
- Sycomorus trachyphylla Miq.[4]